# Plan Bonex

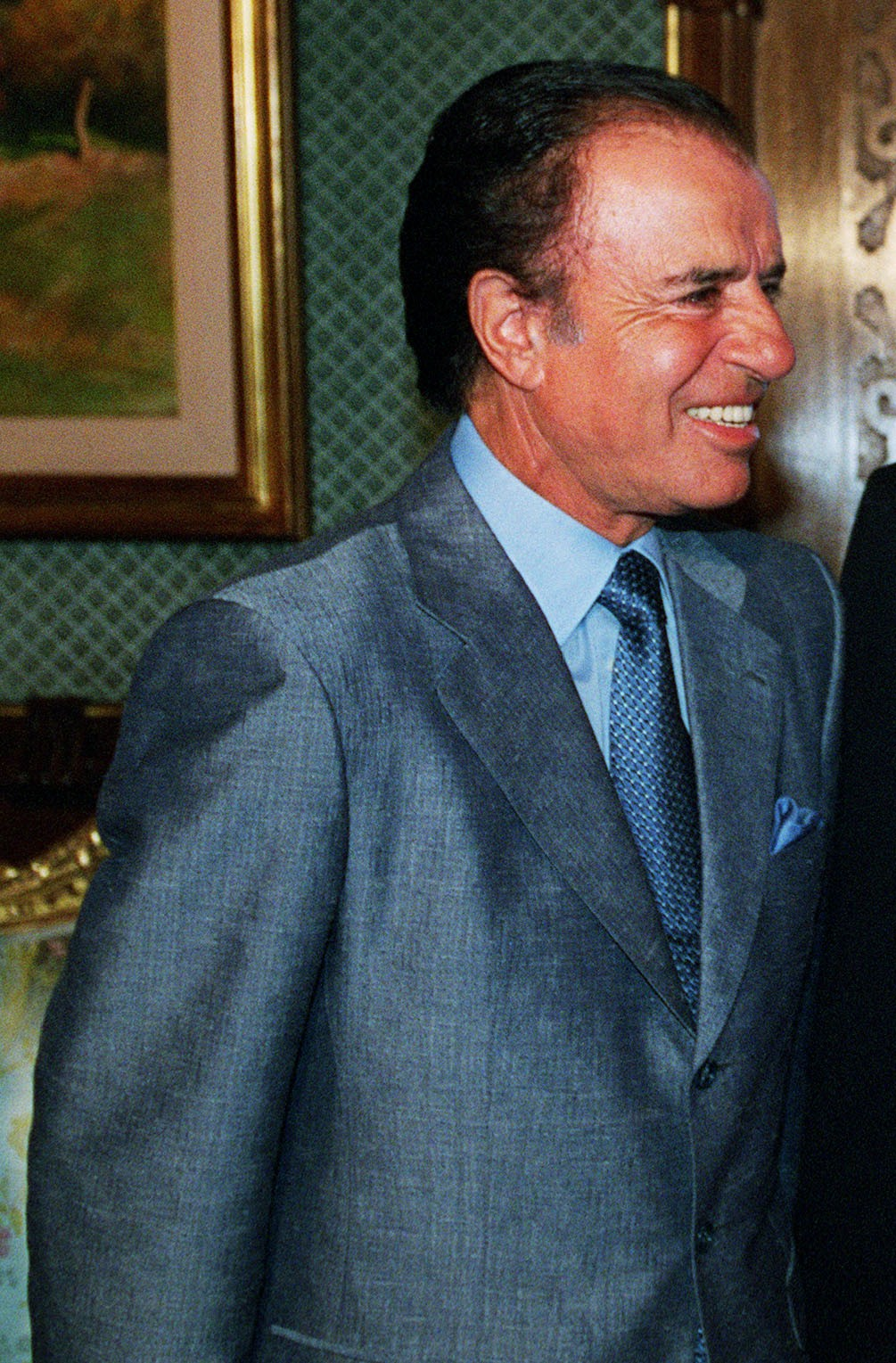
El entonces presidente de la Nación, Carlos Menem.

El Plan Bonex fue un plan económico impulsado en Argentina en diciembre de 1989, durante la presidencia de Carlos Saúl Menem. Consistió en el canje forzoso de los depósitos a plazo fijo por títulos públicos denominados Bonex 89, y se dio en un contexto hiperinflacionario. Bonex era la abreviación de BONos EXternos. En efecto, uno de los objetivos del plan era reducir la liquidez de los ahorristas (al cambiar efectivo por bonos). Esto generaría menor demanda por bienes y servicios o compra de dólares, lo que ayudaría a reducir la inflación. Los bonos podían negociarse en mercados secundarios.

## Antecedentes
El 14 de junio de 1985, el entonces presidente, Raúl Ricardo Alfonsín y su Ministro de Economía, Juan Vital Sourrouille, anunciaron la puesta en marcha del Plan Austral, por el que se creaba una nueva moneda, el austral, se congelaban todos los precios de la economía, y se establecía un mecanismo de «desagio» para desindexar los contratos. El Plan Austral funcionó bien al principio, pero en 1986, la inflación volvió a mostrar una tendencia ascendente y los precios relativos de cada sector comenzaron a verse afectados, situación que se vio agravada por la gran caída de los precios de los productos argentinos de exportación (40 % en el período;).
Para 1987, comenzaba a hacerse evidente que era necesaria una reforma económica estructural que resolviera la brecha entre recursos con que contaba el Estado nacional y el monto total de los gastos. En julio de 1987, los Ministros de Economía, Sourrouille, y de Obras y Servicios Públicos, Rodolfo Terragno, anunciaron conjuntamente un paquete de medidas para la reforma del sector público, pero el gobierno de Alfonsín no pudo avanzar mucho en este plan de reforma del Estado, por la férrea oposición del peronismo en el Congreso.[cita requerida]
En agosto de 1988, el gobierno lanza el llamado Plan Primavera, para contener el índice inflacionario alimentado por el crónico déficit fiscal. Sin embargo, el plan no generó confianza y adicionalmente a comienzos de 1989, el Banco Mundial suspendió su ayuda al país.
A fines de enero se inició una corrida masiva hacia el dólar. La inflación, que en febrero de 1989 era del 9,6% mensual, alcanzó 78,4%
inflación anual de 1989 se ubicó en el 3079,5% convirtiéndose en una verdadera hiperinflación, que llevó al índice de pobreza de 25% a comienzos de 1989, al récord histórico de 47,3% en octubre del mismo año.
Dada la situación económica y la crisis política se adelantan para mayo  las elecciones presidenciales en las que el candidato de la Unión Cívica Radical, Eduardo Angeloz, fue derrotado por el justicialista Carlos Menem. En medio de esta grave crisis económica, Alfonsín renunció el 9 de julio de 1989 para anticipar la entrega del mando a su sucesor.
El gobierno de Menem intentó, en el período de julio de 1989 a diciembre de 1989, estabilizar los precios internos mediante la reducción del desequilibrio externo y fiscal, incluyendo subas en las tarifas públicas y combustibles, y una fuerte devaluación del austral.[cita requerida] Este plan económico fue denominado Plan BB, por Bunge & Born, ya que los dos primeros Ministros de Economía de Menem (Miguel Roig y Néstor Rapanelli) eran altos ejecutivos de ese grupo agroindustrial. Sin embargo el proceso tuvo una corta vida, ya que Roig falleció a las dos semanas de asumir y Rapanelli no pudo impedir una segunda hiperinflación.

## Los hechos
Ante el fracaso del Plan BB, Menem designa al frente de la cartera de Economía a Antonio Erman González. La situación económica con la que se encontró el ministro González era la de una persistente acumulación de deuda interna, con la colocación indiscriminada por parte del gobierno nacional de títulos públicos con intereses gravosos y una creciente acumulación de atrasos en pagos a proveedores, contratistas de obras, y deudas con los beneficiarios del sistema previsional. Para diciembre de 1989, los depósitos a plazo fijo a 30 días se pactaban con tasas por encima del 400%.
Ante esta realidad, el 3 de enero de 1990, el gobierno concretó un canje compulsivo de todos los plazos fijos que superaran el millón de australes, a cambio de bonos (denominados Bonex 89) que vencían en 1999 mediante el dictado del decreto 36/90. Adicionalmente se prohibió a las entidades financieras recibir depósitos a plazo hasta nuevo aviso. Se estima que la confiscación alcanzó al 60% de la base monetaria, lo que provocó una fuerte recesión, producto de una importante caída de la liquidez.
La puesta en marcha del Plan Bonex causó un profundo impacto en la población y significó una gran pérdida para los tenedores de plazos fijos. A[cita requerida]sí mismo, se adoptaron algunas medidas anexas, como prohibir por cuatro meses las licitaciones para la compra de bienes e inversiones del Estado y estableció la obligatoriedad de la autorización previa del Ministerio de Economía para cualquier compra o contratación de organismos del Estado.
Finalmente, en marzo de 1990, el ministro lanzó una serie de medidas aún más restrictivas:
1. Suspensión de todo trámite de contrataciones y licitaciones.
2. Eliminación de los reembolsos a las exportaciones
3. Se prorrogó la suspensión de beneficios a los regímenes de promoción industrial.
4. Se achicó el aparato administrativo del Estado, suprimiéndose secretarias, subsecretarias y direcciones.

Con estas medidas, la balanza comercial en 1990 obtuvo un superávit extraordinario: las exportaciones superaron en un 34% a las del año anterior, mientras que las importaciones sólo fueron un tercio de aquellas.
Com la aceleración de la inflación y la posterior renuncia de Erman González y su equipo en enero de 1991, asumiendo así Domingo Felipe Cavallo, que puso en marcha el llamado Plan de Convertibilidad a través de la sanción de la Ley de Convertibilidad del Austral.
Finalmente, los Bonex se terminaron de pagar puntualmente en 1999.

## Situación judicial
Tras la implementación del plan se dieron una serie de juicios al Estado, la Corte Suprema de Justicia de la Nación, con fecha 27 de diciembre de 1990, dictó sentencia en el caso Peralta contra el Estado nacional y el Banco Central de la República Argentina, validando la acción del Poder Ejecutivo con el dictado del decreto 36/90. Es importante destacar, que para esa fecha el presidente Menem ya había ampliado el número de miembros de la Corte de cinco a nueve miembros, obteniendo lo que se llamó mayoría automática, ya que generalmente esa conformación de la Corte Suprema avalaba la postura del gobierno.